# 温州民间借贷危机
温州民间借贷危机是2011年發生於中華人民共和國浙江省溫州市的一起因民間借貸引起的金融風暴。

## 過程
温州大量的民营企业依靠民间借贷进行生产经营活动。据中国人民银行温州市中心支行2011年上半年的数据显示，温州民间借贷市场规模已达到1100亿元，有近九成的家庭或个人、近六成的企业参与其中。2008年至2011年年初，中国中小企业协会副会长、温州中小企业发展促进会会长周德文多次公开警告要警惕民间借贷风险爆发。
2011年4月份开始，温州就有老板跑路。當時众多民营中小企业老板因巨额债务而跑路逃匿。到了8月份、9月份，跑路的老板突然增多。中国中小企业协会副会长、温州中小企业发展促进会会长周德文表示，2011年8月至9月份，溫州跑路的老板有100多家，跳楼的有6个。大部分担保公司歇业。自2011年9月份以来，高利贷危机成了温州當地最热门的话题。
2011年10月4日，中共中央政治局常委、国务院总理温家宝在浙江温州与部分企业负责人座谈中表示，对小微企业的发展要大力支持，对民间借贷要规范管理、防范风险，促使健康发展。
2012年3月，国务院常务会议决定设立温州市金融综合改革试验区。2012年，正泰集团董事长南存辉接受采访时表示90%以上的中小企业实际上无法从银行获得贷款，它们的融资主要来自民间借贷。